# Jerry Garcia
Jerome John "Jerry" Garcia, född 1 augusti 1942 i San Francisco, Kalifornien, död 9 augusti 1995 i Forest Knolls, Marin County, Kalifornien, var en amerikansk sångare och gitarrist.

## Biografi
Jerry Garcia var sångare och förste gitarrist i det legendariska psykedeliska rockbandet The Grateful Dead från starten 1965. Han hade också många andra projekt vid sidan av, däribland soloprojektet Jerry Garcia Band, countryrockbandet New Riders of the Purple Sage och ett långvarigt samarbete med mandolinisten David Grisman. Han började med att spela piano, men gick i tonåren över till gitarr och bemästrade många stränginstrument senare i livet trots att han förlorat ett finger i en olycka vid 4 års ålder.
Garcia hoppade av skolan 1960 för att ta värvning i armén. Militärlivet tilltalade honom dock inte och han tillbringade sin fritid med gitarren tills han blev avskedad. När han återvände hem träffade Garcia poeten Robert Hunter som han började spela tillsammans med. Hunter kom senare att bli låtskrivare åt Grateful Dead. Vid den här tiden spelade Jerry Garcia akustisk gitarr och banjo.
1965 utvecklades gruppen han tidigare spelat ifrån Mother McCree's Uptown Jug Champions till Warlocks, vilka senare skulle byta namn och bli Grateful Dead och det var även då som Garcia började spela elgitarr.

### Död
Garcia avled på sitt rum i en rehabiliteringsklinik den 9 augusti 1995, åtta dagar efter hans 53:e födelsedag. Dödsorsaken var en hjärtattack. Garcia kämpade länge mot drogmissbruk, viktproblem, sömnapné, rökning och diabetes.

## Utmärkelser
Asteroiden 4442 Garcia är uppkallad efter honom.

## Diskografi

### Solo (urval)
- 1972 – Garcia
- 1974 – Compliments
- 1976 – Reflections
- 1976 – Cats Under the Stars
- 1982 – Run for the Roses
- 1988 – Almost Acoustic
- 1991 – Jerry Garcia Band
- 1997 – How Sweet It Is
- 2001 – Don't Let Go
- 2001 – Shining Star
- 2004 – Way After Midnight
- 2005 – Legion of Mary: Absolute Mary
- 2004 – All Good Things: Jerry Garcia Studio Sessions (6xCD Box)

### Med David Grisman
- 1991 – Garcia/Grisman
- 1993 – Not for Kids Only
- 1996 – Shady Grove
- 1998 – So What
- 2000 – The Pizza Tapes (med Tony Rice)
- 2001 – Grateful Dawg
- 2004 – Been All Around This World